# Susan Meiselas

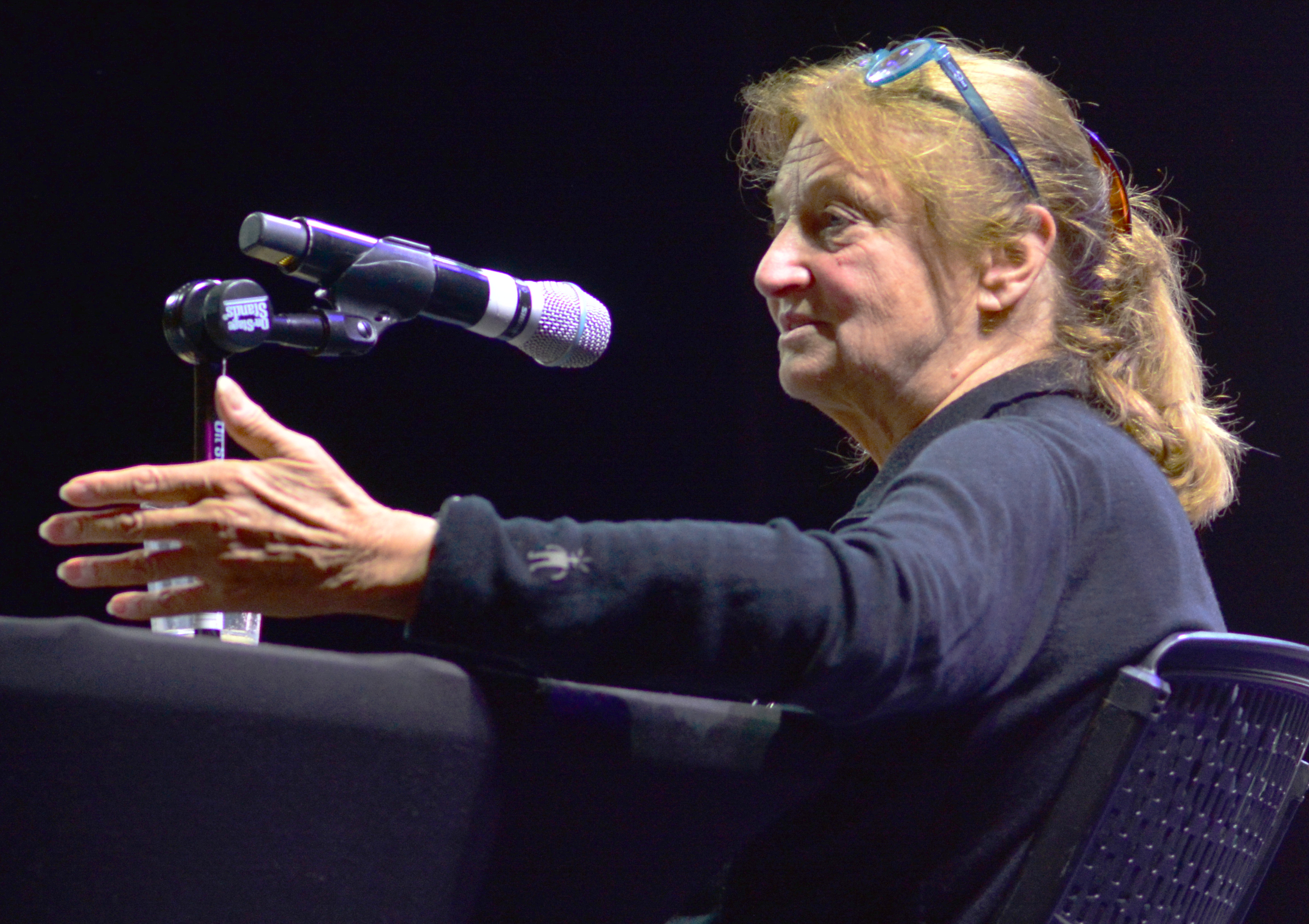
Susan Meiselas (2023)

Susan Meiselas (* 21. Juni 1948 in Baltimore, Maryland, USA) ist eine US-amerikanische Fotografin und Mitglied der Fotoagentur Magnum Photos.

## Leben
Nach dem Studium der Visuellen Kommunikation, das sie in Harvard mit dem Titel des Master of Arts abschloss, unterrichtete sie Film und Fotografie an New Yorker Schulen. In dieser Zeit entstand ihre erste größere Fotoreportage. In drei aufeinanderfolgenden Sommern fotografierte sie Frauen, die sich auf Jahrmärkten in Neuengland als Striptease-Tänzerinnen betätigten. Die Fotografien aus dieser Arbeit stellte sie zu dem Buch Carnival Strippers zusammen, das 1976 erschien.
Durch Vermittlung von Gilles Peress wurde sie 1976 Mitglied der Fotografenagentur Magnum und arbeitete seitdem als Freie Fotografin.

## Werk

### Frühe Werke
Meiselas' erste dokumentarische Arbeit ist ihre Reportage 44 Irving Street (1971), in der sie die Bewohnerinnen ihres Wohnhauses in Cambridge, Massachusetts, portraitierte.
Zwischen 1972 und 1974 fotografierte sie in drei Sommern Striptease-Tänzerinnen auf einem Jahrmarkt in Tunbridge, Vermont. Im Herbst 1976 veröffentlicht sie die Reportage unter dem Titel Carnival Strippers in ihrer ersten Monografie.
In ihrem Langzeitprojekt Prince Street Girls (1974–1992) begleitete sie eine Gruppe Mädchen aus dem New Yorker Stadtteil Little Italy in Echtzeit bei ihrem Aufwachsen auf den Straßen und dokumentiert ihre Lebensrealität und ihren Alltag.

### Nicaragua
In Nicaragua dokumentierte sie den Aufstand der Sandinistas gegen Präsident Somoza. Ihre Fotos wurden unter anderem im New York Times Magazine veröffentlicht. Das Cover der Ausgabe vom 30. Juli 1978 zeigt ihr Foto von maskierten Jugendlichen, die bei Monimbo das Werfen von Sprengkörpern üben. Ebenso wie ihr Werk Molotov Man, das den sandinistischen Straßenkämpfer Pablo „Bareta“ Arauz mit einem brennenden Molotowcocktail in Estelí zeigt, erlangten diese Bilder enorme nationale und internationale Bekanntheit und leisteten einen wesentlichen Beitrag zur medialen Aufmerksamkeit um die sandinistische Revolution. Das aus dieser Arbeit entstandene Buch Nicaragua, June 1978-July 1979 wurde ihre zweite Monografie.
Um 1989 kehrt Meiselas gemeinsam mit den Filmemachern Richard P. Rogers und Alfred Guzzetti nach Nicaragua zurück, um den Menschen, die sie zehn Jahre zuvor fotografierte, zu begegnen und herauszufinden, was sie damals und in den Jahren danach erlebt haben. 1991 veröffentlichen sie diese Aufnahmen im Dokumentarfilm Pictures from a Revolution.
Anlässlich des 25. Jahrestags des Sieges der Sandinistas am 19. Juli 1979 führt Meiselas 2004, wieder begleitet von Rogers und Guzetti, ihr Projekt Reframing History durch, bei dem sie insgesamt 19 großformatige, auf synthetisches Gewebe gedruckte und damit semitransparente Reproduktionen einiger ihrer Fotografien öffentlich an den Orten aufhängen, an denen sie 25 Jahre zuvor entstanden sind, um die Reaktionen der Passanten – auch und vor allem der jüngeren – zu beobachten und fotografisch zu dokumentieren und mit ihnen ins Gespräch zu kommen.

### El Salvador
1981 besuchte sie ein Dorf, welches von der salvadorianischen Armee zerstört worden war und machte Aufnahmen, die das Massaker von El Mozote dokumentierten. Sie arbeitete in diesem Zusammenhang mit den Journalisten Raymond Bonner und Alma Guillermoprieto zusammen.
In der Folge gab sie die Bücher El Salvador:The Work of 30 Photographers, zu dem sie auch einige Fotografien beisteuerte, und Chile from Within, das die Arbeiten chilenischer Fotografen unter dem Pinochet-Regime zeigt, heraus.
In den neunziger Jahren widmete sie sich der Geschichte Kurdistans. Sie sammelte Fotografien, Dokumente und Geschichten aus einem Zeitraum von über hundert Jahren und veröffentlichte sie, ergänzt durch eigene Fotografien, in dem Buch Kurdistan:In the Shadow of History.

### Spätere Werke
Im Jahr 2001 entstand ihr Buch Pandora’s Box, eine Reportage über einen New Yorker auf Sado-Masochismus spezialisierten Sexclub.
Ihr Buch Encounters with the Dani, 2003, erkundet die Folgen der Begegnungen der Dani, einer traditionell naturnahen Ethnie auf Neuguinea, mit Vertretern der westlichen Welt.
Im Jahr 2016 zeigte das Fotografie Forum Frankfurt mit Carrying the Past, Forward Meiselas' erste umfassende Einzelausstellung in Deutschland.

## Rezeption
Susan Meiselas’ Arbeiten wurden in zahlreichen Galerien weltweit ausgestellt, unter anderem in Paris, Madrid, Amsterdam, London, Berlin und New York.
Unter ihren Auszeichnungen befindet sich die Robert Capa Gold Medal und der Hasselblad Foundation Award.
1992 erhielt sie ein Stipendium der MacArthur-Stiftung.
2019 wurde ihr der vom Konzern Kering gestiftete Preis „Women In Motion“ während der Rencontres d’Arles verliehen. Außerdem 2019 gewann sie den Deutsche Börse Photography Prize.

## Film
Neben Richard P. Rogers und Alfred Guzzetti fungierte sie auch als Co-Regisseurin und Co-Produzentin von zwei Filmen, Living at Risk, 1985 und Pictures from a Revolution, 1991 (s. o.).

## Fotobände
- 1976 Carnival Strippers
- 1981 Nicaragua, June 1978 – July 1979
- 1983 El Salvador: The Work of 30 Photographers
- 1990 Chile from Within
- 1997 Kurdistan: In the Shadow of History ISBN 0-679-42389-3
- 2001 Pandora’s Box
- 2003 Encounters with the Dani